# ファーゴ・ムーアヘッド・レッドホークス
ファーゴ・ムーアヘッド・レッドホークス（Fargo-Moorhead RedHawks）は北米独立リーグのアメリカン・アソシエーション（北地区）に加盟しているプロ野球チーム。本拠地はアメリカ合衆国ノースダコタ州ファーゴ。

## 歴史
1996年に創設され、同年からノーザンリーグに加盟し活動を開始。
1998年・2003年・2006年・2009年・2010年とリーグ優勝を果たす。
2010年のリーグ戦終了後、ノーザンリーグはユナイテッドリーグ・ベースボール、ゴールデンベースボールリーグと合併し、ノース・アメリカンリーグとなったが、そちらには加盟せず、アメリカン・アソシエーションへと移籍した。

## 主な所属選手
- ブライアン・トラックスラー（1996、1997年）
- クリス・コースト（1996 - 1999年）
- ダリル・モトリー（1996 - 1999年）
- オジー・カンセコ（1998年）
- マイク・ブッシュ（1999年）
- エディ・ウィリアムス（2002年）
- イバノン・コフィー（2003年）
- コーリー・ポール（2004年）
- ジミー・ハースト （2008年）
- ランドール・サイモン（2009年）
- ユレンデル・デキャスター（2009年）
- ディオニス・セサル（2013年）
- ブランドン・マン（2015年）
- ブレイディン・ヘーゲンズ （2019 - 2020年）